# Kid Gavilan
Kid Gavilan est un boxeur cubain né le 6 janvier 1926 à Berrocal et mort le 13 février 2003 à Miami.

## Carrière
Passé professionnel en 1943, il devient champion du monde des poids welters le 18 mai 1951 en battant aux points Johnny Bratton puis conserve 7 fois son titre jusqu'au 20 octobre 1954, date à laquelle il s'incline contre Johnny Saxton. Il met un terme à sa carrière en 1958 sur un bilan de 108 victoires, 30 défaites et 5 matchs nuls.

## Distinction
- Kid Gavilan est membre de l'International Boxing Hall of Fame depuis sa création en 1990.